# Šerpe
Šerpe (tibetansko:ཤར་པ། "vzhodnjaki", iz shar "vzhod" + pa "ljudje,ljudstvo") so etnična skupina pod Himalajo v Nepalu. Šerpe izvirajo iz vzhodnega Tibeta, v Nepalu so se naselili pred 300-400 leti.

## Splošno
Šerpe so gorski narod, ki izvira iz Tibeta. Njihov jezik se je razvil do te mere, da se ga obravnava ločeno od tibetanščine. Prvotno so se naselili v vzhodnem Nepalu v dolini Khumbu, danes živijo tudi v drugih regijah Nepala, v Dardžilingu v Indiji in v manjši meri tudi drugod. Tradicionalno se ukvarjajo s kmetijstvom, zlasti z vzrejo jakov, v zadnjem stoletju pa so zasloveli predvsem zaradi svoje vloge pri tujih odpravah v Himalaji.

## Gorništvo
Že pred drugo svetovno vojno so jih tujci najemali v zgodnjih poskusih osvajanja himalajskih vrhov, predvsem ker so kot domačini poznali teren (cest in letališč takrat v Nepalu skoraj ni bilo) in ker so bili vajeni življenja na veliki nadmorski višini z malo kisika. Sprva so bili predvsem nosači, kasneje visokogorski vodniki. Zaradi turizma, izgradnje infrastrukture, bolnišnic in šol se je njihov način življenja temeljito spremenil.
Nedvomno najslavnejši Šerpa je Tenzing Norgay, ki je v navezi s Hillaryjem osvojil Everest 29. maja 1953.

## Drugo
Prav zaradi vpliva na gorništvo je izraz šerpa (z malo začetnico) splošen izraz za nosača, po SSKJ-ju tudi za šalu podobno naglavno ruto. V angleščini je sherpa osebni predstavnik vodij držav na mednarodnih srečanjih, zlasti G8, v slengu pa tudi izbrana oseba, ki na zabavi ostane trezna, da lahko pospremi domov ostale udeležence.